# Universidade de Bayreuth
A Universidade de Bayreuth é uma universidade situada em Bayreuth, Alemanha, fundada em 1975.